# Damis
Damis (früher irrig Damis von Ninive genannt) war angeblich ein Schüler und Gefährte des neupythagoreischen Philosophen Apollonios von Tyana, der im späten 1. und frühen 2. Jahrhundert lebte. Einer literarischen Fiktion zufolge begleitete er Apollonios auf dessen Reisen und fertigte darüber Aufzeichnungen (Hypomnemata) an. In der Forschung besteht heute Konsens darüber, dass Damis eine erfundene Gestalt ist.
Der einzige antike Autor, der behauptete, die Aufzeichnungen des Damis gesehen zu haben, war der Sophist Flavius Philostratos, der im 3. Jahrhundert eine Biographie des Apollonios (Vita Apollonii) verfasste. Philostratos gab an, das ihm vorliegende Werk des Damis sei nie veröffentlicht worden. Es sei im Besitz von Verwandten des Verfassers geblieben, und nun habe jemand aus dessen Familie es der Kaiserin Julia Domna vorgelegt. Der Bericht des schlichten, „barbarischen“ Mannes sei zwar gewissenhaft, aber sprachlich unbeholfen. Daher habe die auf einen guten Stil bedachte Kaiserin ihm, Philostratos, die Aufgabe übertragen, eine neue Lebensbeschreibung des Apollonios auf der Grundlage der von Damis gelieferten Informationen zu schreiben. Philostratos gab an, Damis habe aus dem „alten Ninos“ gestammt; dort sei er dem ostwärts reisenden Apollonios begegnet und habe sich ihm angeschlossen. Fortan sei er sein Reisegefährte gewesen. Mit „Ninos“ ist nicht, wie man früher glaubte, Ninive gemeint, sondern Hierapolis Bambyke. Nach der Erzählung in der Vita Apollonii gelangte Damis mit Apollonios bis nach Indien.
Die legendenhaft ausgeschmückte Darstellung des Philostratos, die seit dem 19. Jahrhundert oft und gründlich untersucht worden ist, hat sich als Fiktion erwiesen. Damit stellt sich die Frage nach Pseudo-Damis, dem Urheber des angeblichen Augenzeugenberichts. Die Erkenntnis, dass es eine zeitgenössische Schilderung eines Autors namens Damis nicht gegeben hat, hat sich im 20. Jahrhundert gegen vereinzelten Widerspruch durchgesetzt. Da die Historizität des angeblichen Apolloniosschülers widerlegt ist, dreht sich die Forschungsdiskussion nur noch um die Frage, ob Philostratos Damis selbst erfunden hat oder ob ihm eine Darstellung aus dem 2. oder frühen 3. Jahrhundert zur Verfügung stand, deren Verfasser sich als Damis ausgab. Darüber sind lebhafte Debatten geführt worden.
Schon 1832 vermutete Ferdinand Christian Baur, bei den angeblichen Aufzeichnungen des Apolloniosschülers handle es sich nicht um ein von Philostratos benutztes, heute verlorenes Werk, sondern um eine Erfindung des Sophisten. Dieser habe sich mit der Berufung auf seine fiktive Quelle Glaubwürdigkeit verschaffen wollen. Das war auch die Meinung von Eduard Meyer. Er kam in einer 1917 publizierten eingehenden Untersuchung zum Ergebnis, dass nicht nur die Gestalt des Damis, sondern auch das ihm zugeschriebene Buch eine reine Fiktion des Philostratos sei. Manche Forscher halten aber an der Ansicht fest, der Sophist habe wirklich von der Kaiserin eine Schrift erhalten, deren Verfasser sich als Apolloniosschüler Damis ausgegeben habe. Nach ihrer Hypothese hat er das im „Tagebuch des Damis“ enthaltene legendenhafte Material verwendet und mit eigenen Zutaten angereichert. Zugunsten dieser Auffassung wird geltend gemacht, Philostratos habe es nicht wagen können, der Kaiserin in einer erfundenen Geschichte eine Rolle zuzuweisen. Ein weiteres Argument lautet, die Sichtweise des Pseudo-Damis stimme nicht mit der des Philostratos überein. Das sei kaum einleuchtend, wenn man annehme, dass er seine Quelle selbst erdichtet habe. Es könne sich zwar bei dieser Diskrepanz um eine raffinierte Finte zwecks Erhöhung der eigenen Glaubwürdigkeit handeln, doch sei ein solches Vorgehen in der antiken Literatur beispiellos.
In der neueren Forschung findet Meyers Auffassung viel Zustimmung. Zur Stützung der Hypothese, dass die angeblichen Aufzeichnungen des Damis eine Erfindung des Philostratos sind, wird auf eine gängige literarische Darstellungspraxis hingewiesen, bei der sich Biographie, Geschichtsschreibung und Fiktion vermischen. Für plausibel halten manche Forscher auch die Annahme Meyers, Philostratos habe den Kennern literarischer Technik unter seinen Lesern die Fiktionalität des „Tagebuchs des Damis“ signalisiert. Diese Hypothese vertreten Ewen Bowie, Thomas Schirren und Verity Platt. Schirren hat die Verwendung der angeblichen Damisquelle in der Vita Apollonii aus der Perspektive der Fiktionalitätsforschung untersucht. Für ihn handelt es sich um einen „inszenierten Diskurs“, der in einer Klammer steht und so seinen besonderen Status zu erkennen gibt. Der Autor schließt mit dem Leser einen impliziten „Fiktionalitätskontrakt“. Gegenstand des Vertrags ist, dass „der Text inszeniert wird und so den Blick auf Fiktion freigibt“. Nach Schirrens Interpretation ist die narrative Sequenz bei Philostratos ein typischer Fiktionalitätskontrakt, der dort geschlossen wird, wo Philostratos die Damisquelle vorstellt.
Nach der Interpretation von Tim J. G. Whitmarsh hat sich Philostratos geschickt den Anschein gegeben, er sei im Besitz des wertvollen Berichts des naiven und daher glaubwürdigen Augenzeugen Damis, doch übernehme er diese Darstellung nicht gedankenlos, sondern verwerte sie als gewissenhafter Autor umsichtig.